# 村木太郎
村木 太郎（むらき たろう、1954年〈昭和29年〉 - ）は、日本の労働・厚生労働官僚。妻は厚生労働事務次官を務めた村木厚子。

## 来歴
北海道出身。北海道札幌南高等学校を経て、1978年（昭和53年）、京都大学大学院工学研究科修士課程を修了し、同年労働省へ入省。
妻の厚子と共に週休二日制の普及や年次有給休暇の取得促進に携わり、財務省大臣官房政策評価審議官、東京労働局長、厚生労働省大臣官房総括審議官（国際担当）、独立行政法人高齢・障害・求職者雇用支援機構理事長代理などを歴任。2013年、退職。
退職後は全国シルバー人材センター事業協会専務理事、大正大学地域構想研究所教授、ダイバーシティ就労研究プラットフォーム企画委員会委員・理事、南高愛隣会理事、若草プロジェクト理事、ストローク会理事長、就労継続支援A型事業所全国協議会顧問などの役職に就任し、障害者や若い女性の支援などを行っている。